# Petrus VII van Alexandrië

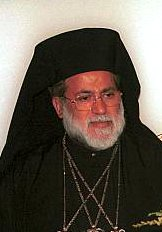
Petrus VII van Alexandrië

Petrus VII (Grieks: Πέτρος Ζ΄ Αλεξανδρείας, Petros VII Alexandrias) (Sichari, 3 september 1949 - Egeïsche Zee, 11 september 2004) was van 1997 tot 2004 Grieks-orthodox paus en patriarch van Alexandrië.
Petrus VII werd geboren als Petros Papapetrou in het dorpje Sichari in Kyrenia op Cyprus. Hij werd geïnstalleerd als patriarch van Alexandrië op 9 maart 1997 en volgde in die functie patriarch Parthenius III op. Tijdens zijn ambtstijd zette hij het orthodoxe missiewerk in Afrika voort.
Patriarch Petrus VII stierf op 11 september 2004, samen met drie andere Grieks-orthodoxe bisschoppen van de Kerk van Alexandrië, Metropoliet Chrysostomus van Carthago, Metropoliet Irenaeus van Pelusium, en Bisschop Nectarius van Madagaskar, in een helikopterongeluk boven de Egeïsche Zee, op weg naar een bezoek aan de Heilige Berg Athos. In totaal kwamen bij dat ongeluk zestien mensen om het leven. De oorzaak van de vliegramp is op heden onbekend.